# Inversion of Control
Der Begriff Inversion of Control (IoC, deutsch Umkehrung der Steuerung oder Steuerungsumkehr) bezeichnet ein Umsetzungsparadigma, das u. a. in der objektorientierten Programmierung Anwendung findet.
Dieses Paradigma ist die Arbeitsweise von Frameworks: eine Funktion eines Anwendungsprogramms wird bei einer Standardbibliothek registriert und von dieser zu einem späteren Zeitpunkt aufgerufen. Statt dass die Anwendung den Kontrollfluss steuert und lediglich Standardfunktionen benutzt, wird die Steuerung der Ausführung bestimmter Unterprogramme an das Framework abgegeben.
Ein einfaches Beispiel einer solchen Umkehrung sind Listener (gemäß dem Beobachter-Muster), aber auch Java-Applets und Servlets folgen diesem Entwurfsmuster. Plug-ins und Rückruffunktionen (callback) sind weitere Beispiele dafür, die Steuerung einzelner Programmteile einem (Framework-)Objekt zu überlassen.
Häufig ist auch bei Bibliotheken, die mit Dependency Injection arbeiten (wie z. B. EJB-Container oder dem Spring-Framework), von Inversion of Control zu lesen. Hier geht es aber vorwiegend um die Erzeugung von Objektnetzen. 